# Marc Fundani
Marc Fundani (en llatí Marcus Fundanius) va ser un magistrat i polític romà del segle II aC. Formava part de la gens Fundània, una gens romana d'origen plebeu.
Va ser elegit tribú de la plebs l'any 195 aC i junt amb un altre tribú, Luci Valeri Fundani, va proposar l'abolició de la Lex Oppia sumptuaria que establia limitacions en els vestits, els ornaments i els costums luxosos de les dones romanes. Altres tribuns s'hi van oposar (Marc Brut i Titus Brut) i també el cònsol Marc Porci Cató Censorí, però les dames romanes van donar suport a la proposta fins que finalment la llei va ser abolida.